# Salinellidae
Salinellidae is de enige familie van de stam Monoblastozoa. In deze familie is maar één soort beschreven, namelijk de Salinella salve. Het is een soort die alleen door Johannes Frenzel in 1892 is gezien. Sindsdien heeft niemand deze diertjes ooit gevonden en daardoor wordt het bestaan van de soort door velen in twijfel gebracht.
Een Duitse zoöloog, Michael Schrödl, is betrokken bij een project om te zoeken naar Salinella in Argentinië (de plaats waar ook Frenzel ze aantrof in zout water).

## Taxonomie
- Stam: Monoblastozoa
  -  Familie: Salinellidae
    -  Geslacht: Salinella
      -  Soort: Salinella salve